# 中国国鉄人民型蒸気機関車
人民型蒸気機関車（じんみんがたじょうききかんしゃ）は中華人民共和国鉄道部（中国国鉄）の旅客列車用テンダー式蒸気機関車である。
人民型は幹線旅客用の過熱式蒸気機関車である。 勝利6型蒸気機関車(南満洲鉄道パシロ型)の技術を応用し、1957年に大連機車車輛工廠で改良と設計が行われ、青島の四方機車車輛廠で試製，その後は四方廠で改良が進んだ。
1958年4月に第一号が製造され「人民型」と名付けられた。人民型蒸気機関車は建設型蒸気機関車と一部の部品に互換性をもたされていた。人民型蒸気機関車は60年代の幹線旅客用機関車であり、長距離運行に適していたのである。1963年からの製造分には除煙板（デフ）が追加となった。1966年に生産終了、累計台数258輛。
なお、形式のRMとは「人民」の中国語読みをローマ字表記した「REN MIN」の略。

## その他
人民1163号機が、1982年に日中国交正常化10周年を記念して横浜市の桜木町駅前で、1983年に神戸市と天津市の友好都市提携10周年を記念して神戸市の湊川貨物駅の敷地内でそれぞれ開催された中国鉄道博で運転された。後に相生市の中央公園で前進型とともに2006年に解体されるまで展示された。

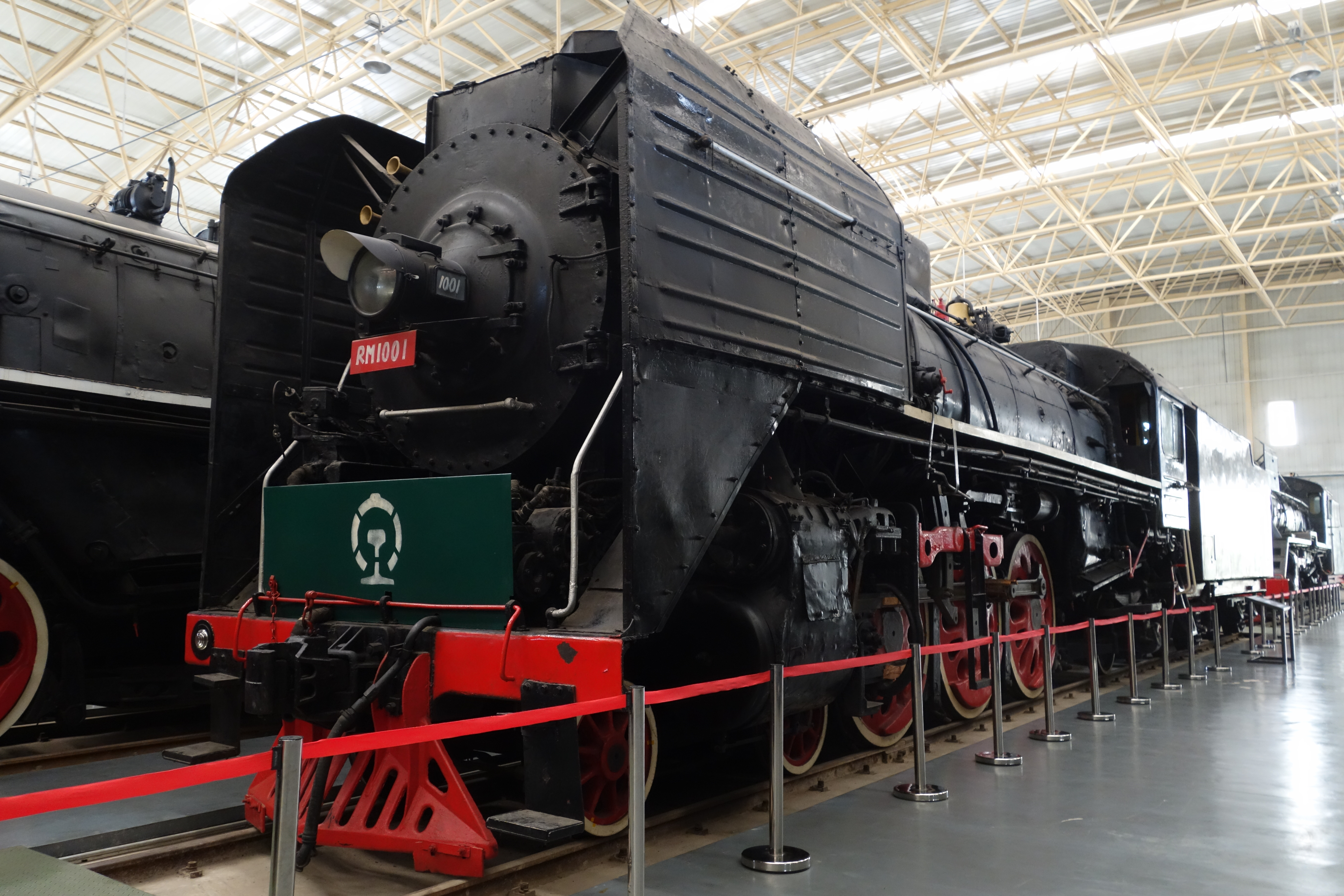
RM-1001
RM-1247
RM-1163